# Grant Hanley
Grant Campbell Hanley (Dumfries, Escocia, 20 de noviembre de 1991) es un futbolista británico. Juega de defensa en el Hibernian F. C. de la Scottish Premiership.

## Selección nacional

### Participaciones en Eurocopas
| Copa          | Sede     | Resultado    | Partidos | Goles |
| ------------- | -------- | ------------ | -------- | ----- |
| Eurocopa 2020 | Europa   | Primera fase | 3        | 0     |
| Eurocopa 2024 | Alemania | Primera fase | 3        | 0     |

## Clubes
| Club                   | País       | Año       |
| ---------------------- | ---------- | --------- |
| Blackburn Rovers F. C. | Inglaterra | 2010-2016 |
| Newcastle United F. C. | Inglaterra | 2016-2017 |
| Norwich City F. C.     | Inglaterra | 2017-2025 |
| Birmingham City F. C.  | Inglaterra | 2025      |
| Hibernian F. C.        | Escocia    | 2025-     |

## Palmarés

### Campeonatos nacionales
| Título           | Club                   | País       | Año  |
| ---------------- | ---------------------- | ---------- | ---- |
| EFL Championship | Newcastle United F. C. | Inglaterra | 2017 |
| EFL Championship | Norwich City F. C.     | Inglaterra | 2019 |
| EFL Championship | Norwich City F. C.     | Inglaterra | 2021 |